# Lara Hooiveld
Lara Maree Hooiveld (6 de julio de 1971) es una deportista australiana que compitió en natación.
Ganó una medalla de plata en el Campeonato Pan-Pacífico de Natación de 1989, en la prueba de 4 × 100 m estilos. Participó en los Juegos Olímpicos de Seúl 1988, ocupando el cuarto lugar en la misma prueba.

## Palmarés internacional
| Campeonato Pan-Pacífico | Campeonato Pan-Pacífico | Campeonato Pan-Pacífico | Campeonato Pan-Pacífico |
| Año                     | Lugar                   | Medalla                 | Prueba                  |
| ----------------------- | ----------------------- | ----------------------- | ----------------------- |
| 1989                    | Tokio (Japón)           | Medalla de plata        | 4 × 100 m estilos       |